# Sant Martí de les Canals de Catllarí
Sant Martí de les Canals de Catllarí és una església romànica a l'enclavament de Catllarí del municipi de Montmajor, a la comarca catalana del Berguedà. És un monument protegit i inventariat dins el Patrimoni Arquitectònic Català

## Descripció

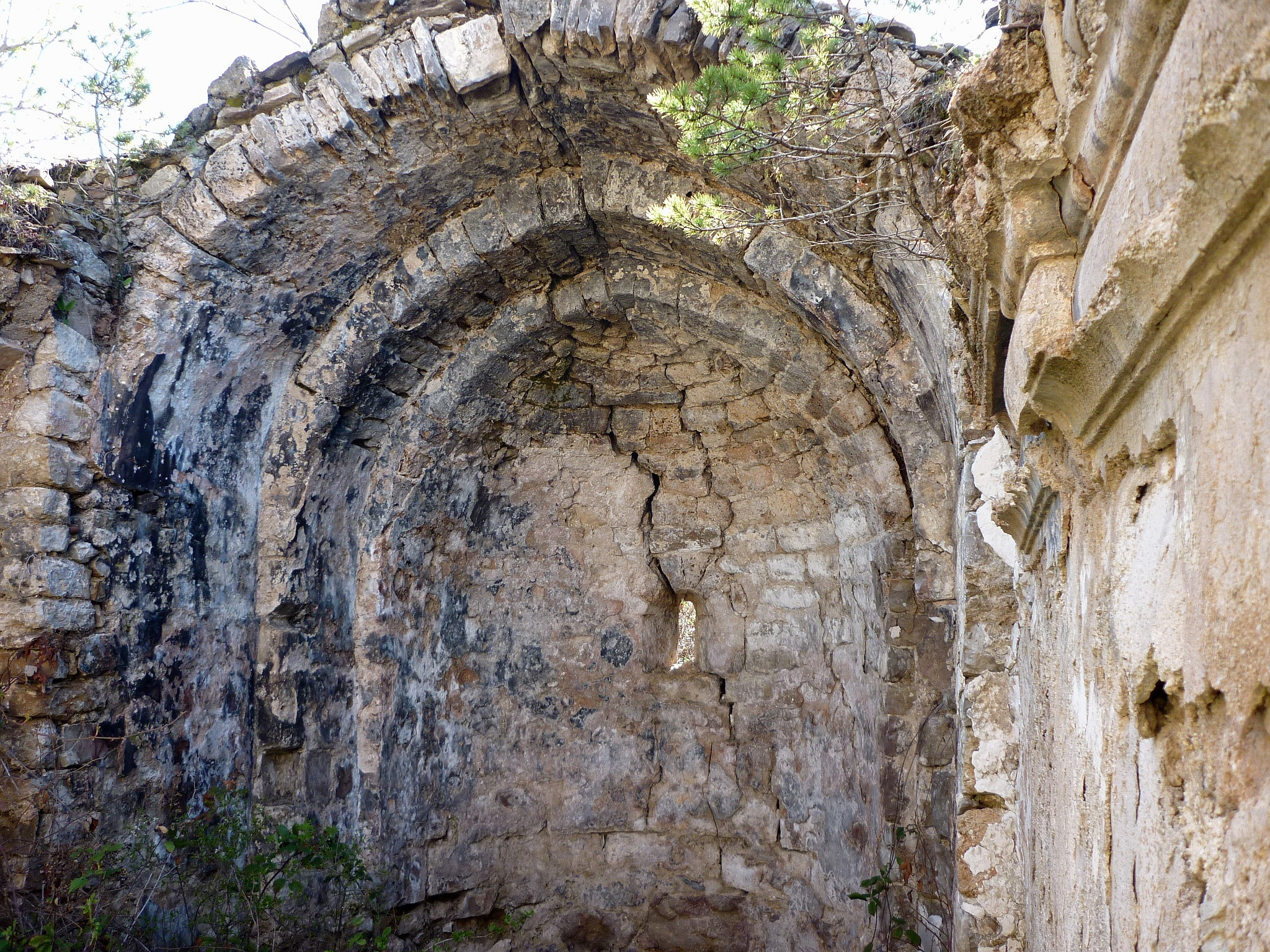
L'absis des de l'interior

Església romànica d'una sola nau i de reduïdes dimensions, coronada per un absis semicircular al cantó de llevant. Les diferents parts de l'edifici semblen manifestar dues etapes constructives ben definides, una al segle xi amb la construcció de la nau, i l'altra al segle xii, amb la capçalera. L'absis és cobert amb volta lleugerament apuntada i al centre, té una petita finestra d'arc de mig punt adovellat. A migjorn s'aixecava la porta d'entrada. Al mur de ponent s'aixeca el campanar d'espadanya de dues àmplies obertures. La coberta de la nau estava totalment derruïda.

## Notícies històriques
Lloc documentat l'any 1269 com a "Castaerill" i cap al 1307 "Castlaryl". No és fins a inicis del segle xviii quan el lloc és anomenat Catllarí. L'església era sufragània de la veïna de Sant Iscle de l'Aiguadora, malgrat que antigament fou parròquia, fins al segle xiv, època de la qual data una reforma que portà novament a la consagració de l'església el 1374 pel vicari de l'abat del monestir de Gerri de la Sal (Pallars jussà). L'any 1847 l'església fou novament reformada pel que fa a la seva decoració. Les obres van finalitzar l'any 1855 amb la construcció d'un retaule per Pujol de Sant Llorenç de Morunys. El retaule fou col·locat davant l'absis, quedant aquest com a sagristia. Es va construir també el cor i un rosetó al mur de ponent substituint d'aquesta manera l'antic.